# Potoška vas
Potoška vas – wieś w Słowenii, w gminie Zagorje ob Savi. W 2018 roku liczyła 215 mieszkańców.